# Целёра, Мария Никифоровна
Мария Никифоровна Целёра (укр. Марія Никифорівна Цельора; 22 апреля 1912, Кателянка, Хмельницкая область — 1 июня 1980, Кателянка, Хмельницкая область) — колхозница, звеньевая колхоза имени Обарчука Полонского района Каменец-Подольской области, Украинская ССР. Герой Социалистического Труда (1947). Депутат Верховного Совета УССР 2 созыва. Первый Герой Социалистического Труда в Хмельницкой области.

## Биография
Родилась 22 апреля 1912 в крестьянской семье в селе Котелянка. В 30-х годах XX столетия вступила в новообразованный колхоз в родном селе. Была назначена звеньевой свекловодческого звена. После Великой Отечественной войны восстанавливала разрушенное хозяйство. Приняла личные социалистические обязательства. Вручную заготавливала пепел, птичий помет и вывозила на плантацию органические удобрения. Выполняла двойную норму, обрабатывая 8 гектаров посевной площади при запланированных 4 гектаров. Осенью 1946 года собрала со своего участка в среднем по 600 центнеров сахарной свеклы с каждого гектара. В течение четырёх последующих лет удерживала областное первенство по урожайности сахарной свеклы. В 1947 году была удостоена звания Героя Социалистического Труда за выдающиеся трудовые достижения.
Восемь раз участвовала во Всесоюзной выставке ВДНХ в Москве. Избиралась в Верховный Совет УССР 2-го созыва, делегатом XX съезда КПСС, XVII и XVIII съездов КПУ.
В составе советской делегации посетила Польшу, Чехословакию, Болгарию. Делилась с народами зарубежных стран своим опытом по выращиванию высоких урожаев сахарной свеклы.
После выхода на пенсию проживала в родном селе, где скончалась в 1980 году.

## Разное
На Полонском фарфоровом заводе была выпущена фарфоровая статуэтка с изображением Марии Целёры.

## Награды
- Герой Социалистического Труда — указом Президиума Верховного Совета СССР от 19 марта 1947 года
- Орден Ленина
- Золотая медаль ВДНХ
- Серебряная медаль ВДНХ
- Бронзовая медаль ВДНХ — трижды